# Aleiodes dimidiatus
Aleiodes dimidiatus är en stekelart som först beskrevs av Maximilian Spinola 1808.  Aleiodes dimidiatus ingår i släktet Aleiodes och familjen bracksteklar. Arten är reproducerande i Sverige. Utöver nominatformen finns också underarten A. d. turkestanicus.